# جوسيف لوتز
جوسيف لوتز (بالألمانية: Josef Lutz)‏ هو فيزيائي ألماني، ولد في 1954 في إلفانغن في ألمانيا.